# Elvira de Gresti
Elvira de Gresti (Ala, 1º luglio 1846 – Borghetto sull'Adige, 10 dicembre 1937) è stata una scrittrice, pianista e compositrice italiana.

## Biografia
È nell'ambiente famigliare che Elvira, figlia del nobile Federico de Gresti de Leonardsberg e della cantante Carlotta Alpruni, si avvicina per la prima volta alla musica. Lasciato il Trentino sin da giovane e trasferitasi a Milano, dove visse per 47 anni, la donna seppe qui ritagliarsi un ruolo di primo piano all'interno dello scenario musicale, artistico e intellettuale dei salotti milanesi, dedicandosi alla scrittura, allo studio del pianoforte e, soprattutto in età matura, alla composizione, prediligendo la liederistica e il pianoforte, "secondo gli schemi e i gusti tipici del romanticismo tedesco".
Il 6 maggio del 1914 Elvira de Gresti è iscritta al catalogo dei soci dell'Accademia degli Agiati di Rovereto.

## Scritti

### Produzione letteraria
- Cenni biografici su Federico de Gresti Leonhardsberg e sul figlio di lui Oddone, scritti dalla figlia, rispettivamente sorella: Elvira de Gresti di S. Leonardo: si tratta delle Memorie della musicista che, conservate a San Leonardo nell'Archivio della famiglia de Gresti-Guerrieri Gonzaga, sono probabilmente dettate da Elvira al redattore "durante un suo ricovero nell'Ospedale di Ala nel dicembre del 1936, un anno esatto prima della sua morte"[3].
- Nel 1898 Elvira de Gresti traduce Fratello e sorella di Goethe, che viene pubblicato sulla rivista Illustrazione popolare diretta dall'amico Raffaello Barbiera[4].

### Produzione musicale[5].

#### Romanze per canto e pianoforte su testo italiano
- Su testo di Raffaello Barbiera:

1. Monte Rosa
2. Soffri ma splendi!
3. Presentimento
4. Sulla laguna di Venezia
5. I cipressi

- Su testo di altri scrittori italiani

1. Tinte azzurre, su testo di Gabardini: composizione dedicata da Elvira alla nipote Gemma, in occasione delle sue nozze con Tullio Guerrieri Gonzaga il 26 settembre del 1894[6].
2. Sotto il ciel, su testo di Vittoria Aganoor
3. Amor amorum, su testo di Antonio Fogazzaro
4. Alba d'aprile, su testo di Angiolo Orvieto
5. Apparizione, su testo di Antonio Fradaletto
6. La fanciulla delle Alpi, su testo di Giulio Carcano

- Su testo di autore non dichiarato (probabilmente della stessa Elvira de Gresti[4])

1. Barcarola
2. La mammola
3. Nelle mie meste e solitarie ore
4. Notturnino
5. Quando cadran le foglie
6. Quando la sera...
7. Sui fiumi torbidi
8. Tacita notte
9. Il ventaglio

- Su testo in traduzione

1. Serenata di Shakespere [sic], su testo tradotto di William Shakespeare
2. Primo rimpianto, su testo tradotto di Johann Wolfgang Goethe

#### Romanze per canto e pianoforte su testo tedesco
- Su testo di Johann Wolfgang Goethe

1. An die Entfernte
2. Nähe des Geliebten

- Su testo di Nikolaus Lenau

1. Der Liebesfrühling
2. Kommen und Scheiden
3. Schilf Lied
4. Stille Sicherheit

- Su testo di altri autori

1. Aurora

- Su testo di autore non dichiarato probabilmente della stessa Elvira de Gresti[4])

1. Am weges Rand
2. Im Walde
3. Der Schmerz
4. Der schwere Abend
5. Wo?

#### Brani sacri e contrappuntistici
- Ave Maria
- Ave Maria (Maria conservabat omnia verba)
- Salve Regina
- Tantum ergo
- [Fuga] (fuga di scuola in chiavi antiche)

#### Brani per pianoforte
- Etude (cis mol)
- Studio in Fa min.
- Studietto in La min.
- Tempo di valse lento
- Gavotte
- Etude pour piano en Sib mineaur
- Berceuse
- Gondoliera
- Air de Menuet
- Gavotte
- Preludio
- Tempo di valse
- Tempo di mazurka
- Mazurka
- Pensiero musicale
- In memoria di Giuseppe Verdi. Pensiero elegiaco
- Ricordando
- À une Rose
- Tempo di danza
- Tarantella
- Immagine. Die Bitte
- Albumblatt
- Barcarola
- Feuille d'album
- Moderato
- Piccola marcia
- Plis de danse

#### Brani strumentali per organico da camera
- Andante religioso

#### Brani di incerta attribuzione
- Madrigal de Camille Du Locle dédié à M.lle De Gresti